# Sint-Audomaruskerk (Bavinkhove)
De Sint-Audomaruskerk of Sint-Omaarskerk (Frans: Église Saint-Omer) is de parochiekerk van de gemeente Bavinkhove in het Franse Noorderdepartement.

## Gebouw
Het betreft een driebeukige hallenkerk, gebouwd in de 16e en 17e eeuw. De bakstenen kerk is in laatgotische stijl, maar de westgevel van de middenbeuk is nog opgebouwd uit brokken ijzerzandsteen en gaat vermoedelijk tot het romaans terug. De kerk heeft een rondbogig portaal, dat werd gerestaureerd. In 1703 werd de kerk enigszins gewijzigd en het koor is van 1763.
De kerk heeft een dakruiter.

## Interieur
Het interieur wordt overkluisd door drie tongewelven. Aan de zoldering vindt men een reeks gesneden koppen. Onder het rechter zijaltaar bevindt zich een Graflegging. De lambrisering is 18e-eeuws. Het orgel is van 1784. Op het Onze-Lieve-Vrouwe-altaar bevindt zich een houten tabernakel. In de kerk zijn twee altaarstukken: een van Onze-Lieve-Vrouw en een van Sint-Nicolaas. Deze twee altaarstukken vormen een geheel.
Aan de noordelijke buitenmuur zijn grafstenen van 1537 en van 1724.